# Nuoto ai XIX Giochi asiatici - 200 metri rana femminili
La gara dei 200 metri rana femminili di nuoto ai XIX Giochi asiatici si è svolta il 28 settembre 2023, durante i XIX Giochi asiatici, presso l'Hangzhou Olympic Sports Expo Center.

## Podio
| Pos.    | Atleta       | Nazione       |
| ------- | ------------ | ------------- |
| Oro     | Ye Shiwen    | Cina          |
| Argento | Kwon Se-hyun | Corea del Sud |
| Bronzo  | Runa Imai    | Giappone      |

## Record
Prima della manifestazione il record del mondo (RM), il record asiatico (AS) e il record dei giochi (RC) erano i seguenti.
|  | 2'17"55 | Evgeniia Chikunova | 21 aprile 2023 Kazan'     |
|  | 2'19"65 | Rie Kanetō         | 4 aprile 2016 Tokyo       |
|  | 2'21"82 | Kanako Watanabe    | 22 settembre 2014 Incheon |

Durante la competizione non sono stati migliorati record.

## Programma
| Data              | Ora (UTC+8) | Turno    |
| ----------------- | ----------- | -------- |
| 28 settembre 2024 | 10:23       | Batterie |
| 28 settembre 2024 | 19:42       | Finale   |

## Risultati

### Batterie
| Pos. | Batteria | Atleta                 | Nazionalità   | Tempo   | Note |
| ---- | -------- | ---------------------- | ------------- | ------- | ---- |
| 1    | 3        | Ye Shiwen              | Cina          | 2'27"09 | Q    |
| 2    | 3        | Kwon Se-hyun           | Corea del Sud | 2'28"78 | Q    |
| 3    | 2        | Ko Ha-ru               | Corea del Sud | 2'29"26 | Q    |
| 4    | 2        | Runa Imai              | Giappone      | 2'30"18 | Q    |
| 4    | 3        | Letitia Sim            | Singapore     | 2'30"18 | Q    |
| 6    | 1        | Reona Aoki             | Giappone      | 2'30"64 | Q    |
| 7    | 1        | Zhu Leju               | Cina          | 2'31"79 | Q    |
| 8    | 1        | Chang Yujuan           | Hong Kong     | 2'33"32 | Q    |
| 9    | 3        | Phiangkhwan Pawapotako | Thailandia    | 2'33"97 |      |
| 10   | 2        | Lam Hoi Kiu            | Hong Kong     | 2'34"12 |      |
| 11   | 2        | Christie Chue          | Singapore     | 2'38"54 |      |
| 12   | 3        | Phurichaya Junyamitree | Thailandia    | 2'40"29 |      |
| 13   | 2        | Vielry Tarazi          | Palestina     | 2'40"99 |      |
| 14   | 1        | Chen Pui Lam           | Macao         | 2'41"84 |      |
| 15   | 2        | Batnasan Marai         | Mongolia      | 3'03"31 |      |
| 16   | 1        | Enkhbaatar Emuun       | Mongolia      | 3'18"77 |      |
| 17   | 3        | Een Abbas Shareef      | Maldive       | 3'24"27 |      |

### Finale
| Pos. | Atleta       | Nazionalità   | Tempo   | Note |
| ---- | ------------ | ------------- | ------- | ---- |
|      | Ye Shiwen    | Cina          | 2'23"84 |      |
|      | Kwon Se-hyun | Corea del Sud | 2'26"31 |      |
|      | Runa Imai    | Giappone      | 2'26"41 |      |
| 4    | Letitia Sim  | Singapore     | 2'26"43 |      |
| 5    | Ko Ha-ru     | Corea del Sud | 2'26"66 |      |
| 6    | Reona Aoki   | Giappone      | 2'28"07 |      |
| 7    | Zhu Leju     | Cina          | 2'32"19 |      |
| 8    | Chang Yujuan | Hong Kong     | 2'33"23 |      |